# Bakkaháls
Bakkaháls är en ås i republiken Island. Den ligger i regionen Norðurland eystra, i den norra delen av landet, 230 km nordost om huvudstaden Reykjavík. Toppen ligger 596 meter över havet.